# JATL
JATL (in russo ЯТЛ?), acronimo di Ja tebja ljublju (in russo я тебя люблю?), è un singolo della cantante russa Zivert, pubblicato il 14 febbraio 2020 come primo estratto dal secondo album in studio Vinyl #2.
È stato candidato come miglior interprete pop femminile nell'ambito dei premi Viktorija.

## Video musicale
Il video musicale, reso disponibile in concomitanza con l'uscita del brano, è stato girato a Los Angeles e diretto da Alan Badojev e Hanna Bohdan.

## Tracce
Testi e musiche di Bogdan Leonovič e Kirill Gud.
1. JATL – 3:43

## Classifiche

### Classifiche settimanali
| Classifica (2020-25) | Posizione massima |
| -------------------- | ----------------- |
| Bulgaria             | 2                 |
| Kazakistan           | 61                |
| Russia               | 1                 |
| Ucraina              | 19                |

### Classifiche di fine anno
| Classifica (2020) | Posizione |
| ----------------- | --------- |
| Russia            | 3         |
| Ucraina           | 57        |
| Classifica (2021) | Posizione |
| Russia            | 123       |
| Classifica (2022) | Posizione |
| Russia            | 187       |
| Classifica (2023) | Posizione |
| Moldavia          | 157       |

### Classifiche di fine decennio
| Classifica (2020-29) | Posizione |
| -------------------- | --------- |
| Kazakistan           | 7         |
| Moldavia             | 83        |
| Russia               | 5         |